# Situmekar (Cisitu)
Situmekar is een bestuurslaag in het regentschap Sumedang van de provincie West-Java, Indonesië. Situmekar telt 3079 inwoners (volkstelling 2010).